# ジュニアキング
ジュニアキングは岐阜県地方競馬組合が笠松競馬場で施行する地方競馬の準重賞（P）競走（平地競走）である。
正式名称は「岐阜県知事杯 ジュニアキング」。

## 概要
2014年にサラブレッド系2歳の笠松所属馬限定の準重賞競走として創設された。
創設から2021年を除きJRA認定競走として行われている。
施行距離は2014年はダート1400m、2015年からはダート1600mで施行されている。
負担重量は創設当初より別定である。

### 条件・賞金等（2024年）
出走条件
サラブレッド系2歳、笠松所属。
負担重量
別定。55kg（牝馬1kg減）を基本に、JRA認定競走の勝ち馬は1kg、JRA認定競走2勝以上馬は2kgの負担増となる。
賞金額
1着300万円、2着120万円、3着75万円、4着45万円、5着30万円。
副賞
岐阜県知事賞。

## 歴代優勝馬
| 回数   | 施行年月日     | 優勝馬             | 性齢 | 所属 | タイム | 優勝騎手 | 管理調教師 |
| ------ | -------------- | ------------------ | ---- | ---- | ------ | -------- | ---------- |
| 第1回  | 2014年12月12日 | ティープリーズ     | 牝2  | 笠松 | 1:29.0 | 尾島徹   | 笹野博司   |
| 第2回  | 2015年12月16日 | ハイジャ           | 牡2  | 笠松 | 1:42.9 | 佐藤友則 | 井上孝彦   |
| 第3回  | 2016年12月7日  | マルヨアキト       | 牡2  | 笠松 | 1:42.7 | 東川公則 | 柴田高志   |
| 第4回  | 2017年12月6日  | ドリームスイーブル | 牡2  | 笠松 | 1:42.2 | 丸野勝虎 | 笹野博司   |
| 第5回  | 2018年12月13日 | フォアフロント     | 牡2  | 笠松 | 1:42.9 | 佐藤友則 | 井上孝彦   |
| 第6回  | 2019年12月5日  | ニュータウンガール | 牝2  | 笠松 | 1:42.9 | 向山牧   | 井上孝彦   |
| 第7回  | 2020年12月4日  | ベニスビーチ       | 牝2  | 笠松 | 1:43.3 | 吉原寛人 | 田口輝彦   |
| 第8回  | 2021年12月16日 | イイネイイネイイネ | 牡2  | 笠松 | 1:45.3 | 加藤聡一 | 田口輝彦   |
| 第9回  | 2022年12月14日 | セイジグラット     | 牡2  | 笠松 | 1:45.2 | 渡邊竜也 | 後藤佑耶   |
| 第10回 | 2023年12月7日  | ブルーチース       | 牡2  | 笠松 | 1:45.1 | 今井貴大 | 田口輝彦   |
| 第11回 | 2024年12月13日 | ミランミラン       | 牡2  | 笠松 | 1:42.2 | 筒井勇介 | 田口輝彦   |

### 各回競走結果の出典
- JBISサーチ
  - 2014年、2015年、2016年、2017年、2018年、2019年、2020年、2021年、2022年、2023年、2024年